# Mirna (reka)
Mírna je reka v jugovzhodni Sloveniji, desni pritok Save. Njen izvir je v gozdu severozahodno od naselja Velika Goba v osrednjem delu Posavskega hribovja, nato teče večinoma po ozki dolini proti jugovzhodu do Mirne. Tu vstopi v manjšo kotlino (Mirnska dolina) in teče po njej približno proti vzhodu do Pijavic, kjer vstopi v okoli 12 km dolgo, ozko in vijugasto sotesko ter se v Dolenjem Boštanju, nasproti Sevnice, izliva v Savo.
Večji levi pritoki so Grahovica, Kamenca, Hinja, Jeseniščica, Bistrica, Busenka, Sotla, Homščica in Gabrovščica, večji desni pritoki so Cerknica, Dušica, Vejar, Pravharica, Bačji potok in Savrica.

## Opis reke
Mirna je po dolžini tretja najdaljša reka na Dolenjskem, po količini vode sicer bistveno manjša od prvih dveh, vendar pa z zelo raznolikim potekom doline, v kateri se tudi njen značaj večkrat povsem spremeni. Pokrajina ob reki je razmeroma nizko gričevje, ki proti severu in jugu prehaja v nekoliko višje hribovje, vendar je zelo drobno razčlenjeno s številnimi, razmeroma ozkimi dolinami. Velik del porečja je v različnih triasnih kamninah, ki se menjavajo na kratke razdalje (dolomiti, laporji, skrilavci, peščenjaki, apnenci) in od teh je v precejšnji meri odvisna izoblikovanost celotnega površja v porečju ter tudi značilnosti doline in struge Mirne.
Njen izvir je v osrednjem delu Posavskega hribovja na južni strani glavnega razvodnega hrbta, od koder teče kratek čas po ozki grapi, a že pri Moravčah vstopi v bolj odprt svet in širšo dolino, ki pa se južno od vasi ponovno počasi zoži. Mirna teče večinoma v smeri proti jugovzhodu in kmalu preide na dolomit, v katerem si je izdelala do 100 m globoko dolino z ozkim ravnim dnom in strmimi, večinoma gozdnatimi pobočji. V tem delu se vanjo z obeh strani stekajo številni krajši potoki, ki pritekajo iz podobnih, vendar ožjih dolin (Gabrovščica, Cerknica, Dušica). Mestoma mokrotno dolinsko dno je deloma pod travniki in njivami, v sami dolini je le tu in tam kakšna samotna domačija; vasi so v tem delu Dolenjske večinoma na manjših uravnavah nad ozkimi dolinami. Pod vasjo Gornje Ravne, kjer se ji pridruži desni pritok Dušica, priteče Mirna ponovno na dolomitne kamnine srednjetriasne starosti, v katerih si je izdelala ozko, vijugasto dolino z ravnim dnom in zelo strmimi pobočji; ta del doline je skoraj povsem neposeljen. Po nekaj kilometrih se dolinsko dno počasi razširi in reka se iz jugovzhodne smeri preusmeri skoraj proti vzhodu.
Pod mirnskim gradom, ki stoji na nizki vzpetini nad dolino, napravi reka širok zavoj proti jugu in priteče do naselja Mirna in tu naenkrat postane prava ravninska reka. Med nizkimi okoliškimi hribi je tu okoli 10 km dolga in do 2 km široka Mirnska dolina in po njenem širokem dnu je nekoč tekla Mirna v vijugastem toku, zdaj pa speljana v ravno in enolično umetno strugo. Dolinsko dno je danes večinoma v njivah, vstran od reke pa se površje skoraj neopazno dviga v terase in nizke vzpetine, prekrite z debelo rdeče rjavo ilovico, na katerih je tako na severnem kot južnem obrobju slikovit venec majhnih vasic in zaselkov. V tem delu je porečje Mirne izrazito asimetrično: iz Posavskega hribovja na severu priteka vanjo več dolgih levih pritokov (Jeseniščica, Bistrica, Busenka, Sotla), iz Krškega hribovja na jugu le kratki desni pritoki.
Pri vasi Pijavice se dolinsko dno ob Mirni ponovno zoži in reka vstopi v ozko in vijugasto sotesko, ki si jo je na poti proti Savi izdelala v tršem dolomitu iz srednjega triasa ter rdečem apnencu, laporju in glinastem skrilavcu kredne starosti (t. i. velikotrnski skladi). Čeprav je ta del doline tipična soteska, je v njenem dnu nekaj prostora za travnike, manjše zaselke ter cesto in železniško progo Sevnica–Trebnje, razen pod vasjo Jelovec, kjer je v trdem dolomitu izdelala dva lepa ujeta meandra, skozi katera se je morala železniška proga prebiti v dveh krajših predorih. Nekoliko dolvodno, pri Dolenjem Boštanju, vstopi Mirna v širšo dolino Save in se slab kilometer naprej izlije v Savo.

## Hidronim in etimologija
Jezikoslovci se ne strinjajo z ljudskim mišljenjem, da je reka dobila svoje ime zaradi počasnega, mirnega toka, ampak menijo, da je ime starejšega slovanskega izvora. Sedanje ime naj bi nastalo z zamenjavo soglasnikov iz imena Nyrina ali Nirina, to pa iz slovanskega glagola nyrati = prihajati iz zemlje (reka, ki privre iz jame). To možnost naj bi nakazovalo tudi nemško ime Neyring za reko Mirno. Prav tako se v starejših zgodovinskih virih reka omenja samo v temu imenu podobnih oblikah, npr. inter fluenta Nirine (1016), inter fluenta Nirinae (1028), Niringa (1130), Neyring (1436).
V nekaterih delih se za povirni del Mirne do sotočja s Turnsko Cerknico navaja ime Mirenščica
, vendar pa se to ime v starejši literaturi ne navaja in tudi na topografskih kartah v merilu 1 : 5000 in 1 : 25.000 tega imena ni. Prav tako Krajevni leksikon Dravske banovine in Krajevni leksikon Slovenije ne navajata tega imena za povirni del reke.

## Hidrogeografija
Mirna ima panonski tip dežno-snežnega režima z rahlo prevlado jesenskega viška (december, november) nad spomladanskim (marec, april); prvi je posledica zmanjšanega izhlapevanja in obilnejših jesenskih padavin, spomladanski pa nastane zaradi taljenja snega. Značilno panonski je izrazit poletni nižek (avgust, julij) kot posledica višjih temperatur in večje evapotranspiracije. Ob dolgotrajnejših sušah ima lahko Mirna v vseh letnih časih zelo malo vode (ok. 0,5 m3/s), ob močnih poletnih nalivih pa se lahko njen pretok močno poveča, čeprav reka ni izrazit hudournik. V opazovalnem obdobju 1971–2000 so najvišji pretok izmerili 10.8.1984, in sicer 76,7 m3/s. Zaradi razmeroma blagega reliefa, debele prepereline in majhnega strmca ima majhen specifični odtok (17,3 l/s/km2) in tudi nekoliko manjši odtočni količnik kot vodotoki v bolj razčlenjenem predalpskem hribovju (40,5 %). Izračunani specifični odtok je verjetno nekoliko manjši tudi zato, ker po mnenju nekaterih del padavinske vode iz zgornjih delov porečja odteka podzemno v sosednjo Sopoto.
Ozko dolinsko dno ob reki nad Mirno ter v soteski pod Pijavicami je bolj ali manj v celoti izpostavljeno poplavam, ki pa so kratkotrajne in ne posebno globoke, so pa razmeroma pogoste, kar se kaže tudi v pokrajinski podobi, saj je ozko dolinsko dno ostalo večinoma neposeljeno, drugje pa so hiše odmaknjene na nekoliko višje dolinsko obrobje. Nekoliko širše je poplavno območje pod Moravčami, največje poplavno območje pa je v razširjenem delu Mirnske doline dolvodno od Mirne. Kljub obsežnejšim melioracijam je najnižji del dolinskega dna ostal mokroten in izpostavljen občasnim poplavam, najobsežnejše poplavno območje pa je pod Slovensko vasjo in pod Martinjo vasjo, kjer je široko tudi kilometer in več, nadaljuje pa se tudi ob spodnjem toku pritokov po stranskih dolinah navzgor. Mirno in deloma njene pritoke so v tem delu regulirali že pred drugo svetovno vojno, tako da zdaj teče po ravni umetni strugi, izkopali so tudi številne osuševalne jarke, vendar so najnižji deli ostali mokrotni in se večinoma uporabljajo kot travniki. Pogostnost poplav se je sicer zmanjšala, vendar se poplave še vedno pojavljajo vsakih nekaj let (nazadnje septembra 2010 in v manjši meri oktobra 2014).

## Kakovost vode
V zgornjem toku do Mirne je voda v reki razmeroma čista, saj ob njej ni večjih onesnaževalcev in večjih kmetijskih površin. V srednjem toku, kjer je reka regulirana, in v soteski je voda zlasti ob nizkem vodostaju v poletnih mesecih precej onesnažena, čeprav ima Mirna svojo čistilno napravo za industrijske odpadne vode in odpadne vode iz gospodinjstev že od leta 1974. Manjšo čistilno napravo ima tudi Mokronog, v gradnji je   čistilna naprava za odpadne vode iz Zavoda za prestajanje kazni zapora Dob v Slovenski vasi.
Po uradnih podatkih ARSO je reka Mirna v dobrem kemijskem stanju in zmernem ekološkem stanju, kar še ni dobro, saj so v vzorcih vode in sedimenta našli težke kovine (kobalt).

## Ljudje in reka
Kljub majhnim pretokom Mirne in njenih pritokov je bila njihova vodna sila nekoč zelo pomembna za pogon številnih mlinov. Domačin Rudolf Žibert je v celotnem porečju Mirne z natančnim preučevanjem ugotovil, da je v 19. in v začetku 20. stoletja na Mirni in pritokih delovalo okoli 100 mlinov. Večinoma so bili to manjši kmečki mlini z enim ali dvema vodnima kolesoma, mnogi so izginili skoraj brez sledu, saj so po drugi svetovni vojni eden za drugim propadli. Na Mirni je ohranjen samo še Zakrajškov mlin v Migolici, v Dolenjem Boštanju je v preteklosti delovala Jakilova žaga.

## Varstvo narave
Mirna je v srednjem toku regulirana in teče po ravni, enolični strugi, ki je zamenjala nekdanjo vijugasto strugo s počasi tekočo vodo. Zgornji tok reke je v povsem naravnem stanju, le v manjši meri je preoblikovan tudi spodnji tok v soteski pod Pijavicami. Zgornji tok Mirne ter mokrišča ob srednjem toku so opredeljeni kot naravna vrednota državnega pomena, celoten tok Mirne od izvira do izliva je vključen tudi v območje Natura 2000. Zgornji tok reke je pomemben habitat raka navadnega koščaka (Austropotamobius torrentium), v srednjem in spodnjem toku živi pet v evropskem merilu pomembnih ribjih vrst: velika nežica (Cobitis elongata), pohra (Barbus meridionalis), sulec (Hucho hucho), blistavec (Telestes souffia) in platnica (Rutilus pigus). V Mirni in pritokih živita tudi školjka navadni škržek (Unio crassus) in vidra (Lutra lutra). Ob manjših pritokih Mirne in ob osuševalnih jarkih v razširjenem delu doline ob srednjem toku živi kačji pastir koščični škratec (Coenagrion ornatum), zaradi česar je območje Natura 2000 razširjeno na celotno dolinsko dno.
Mirna z nekaterimi pritoki je tudi ribolovna reka, saj se je z zmanjšanjem onesnaževanja in s prizadevanji ribičev iz Ribiške družine Sevnica stanje v reki občutno izboljšalo. V njej mdr. živijo klen (Leuciscus cephalus cephalus), mrena (Barbus barbus), lipan (Thymallus thymallus), potočna postrv (Salmo trutta) in šarenka (Oncorhynchus mykiss).